# 斯洛伐克愛國者
斯洛伐克愛國者，是斯洛伐克的政黨，前身為歐洲議會議員米羅斯拉夫·拉達科夫斯基於2021年成立的真正的國家黨–愛國者（Reálna Národná Strana – PATRIOT），後來更為現名。斯洛伐克愛國者亦是斯洛伐克2021年唯一透過收集足夠連署而註冊的政黨。

## 領導人
斯洛伐克愛國者的主席團由9人組成，正副主席包括：
- 米羅斯拉夫·拉達科夫斯基（英语：Miroslav Radačovský）－主席
  - 米羅斯拉夫·耶格爾（Miroslav Jäger）－副主席
  - 莉維亞·拉達科夫斯卡·阿達莫娃（Lívia Radačovská Adamová）－副主席
  - 米哈爾·拉達科夫斯基（Michal Radačovský）－發言人

## 選舉結果

### 歐洲議會選舉
| 選舉               | 領導人                  | 得票數 | %     | 排名   | 席次   | +/–    | 歐洲議會黨團 |
| ------------------ | ----------------------- | ------ | ----- | ------ | ------ | ------ | ------------ |
| 2024年歐洲議會選舉 | 米羅斯拉夫·拉達科夫斯基 | 5,412  | 0.37% | 第14名 | 0 / 15 | 新政黨 | –            |

## 外部連結
- 斯洛伐克愛國者